# My Life Without Me
My Life Without Me (en anglès La meva vida sense mi) és una pel·lícula dramàtica canadenca del 2003 dirigida per Isabel Coixet i protagonitzada per Sarah Polley, Mark Ruffalo, Scott Speedman, i Leonor Watling. Basada en el llibre Pretending the Bed Is a Raft de Nanci Kincaid, narra una història d'una dona de 23 anys, amb un marit i dues filles que descobreix que es morirà aviat. La pel·lícula fou produïda per la companyia de Pedro Almodóvar, El Deseo.

## Argument
Ann (Sarah Polley) és una mare treballadora de 23 anys amb dues filles petites, un marit a l'atur (Scott Speedman), una mare (Deborah Harry) que veu la seva vida com un fracàs i un pare empresonat que té. no es veu des de fa deu anys. La seva vida canvia dràsticament quan, durant una revisió mèdica després d'un col·lapse, se li diagnostica un càncer d'ovari metastàtic i li diu que només li queden dos mesos de vida.
Decidint no explicar-li a ningú de la seva condició i fent servir l'excusa de l'anèmia, Ann fa una llista de coses a fer abans de morir. Decideix canviar-se el pentinat, enregistrar missatges d'aniversari per a les noies cada any fins que compleixin els 18 anys i intenta aparellar el seu marit amb una altra dona.
Sent el desig de viure una vida que mai va estar a la seva disposició, busca un home per experimentar com se sent en una relació sexual amb algú que no sigui el seu marit. El seu experiment acaba agafant un efecte emocional quan es troba amb un home anomenat Lee, que s'enamora bojament d'ella i li trenca el cor quan Ann trenca amb ell. Es reuneix amb ella una última vegada i li diu que farà qualsevol cosa per fer-la feliç, tenint cura de les seves filles i fins i tot trobant el seu marit un nou treball. Ella acaba la seva relació i mai no li diu que s'està morint.
Al final de la pel·lícula, Ann grava un missatge al seu marit, dient-li que l'estima, i un altre a Lee, dient-li el mateix. Després deixa totes les cintes que ha gravat al seu metge, demanant-li que les lliuri després de la seva mort.

## Repartiment
- Sarah Polley - Ann
- Scott Speedman - Don, marit d'Ann
- Mark Ruffalo - Lee,
- Deborah Harry - Mare d'Ann
- Jessica Amlee - Penny, filla d'Ann
- Kenya Jo Kennedy - Patsy, filla d'Ann
- Amanda Plummer - Laurie, amiga d'Ann
- Leonor Watling as Ann, la veïna
- Maria de Medeiros - La perruquera
- Julian Richings - Dr. Thompson
- Alfred Molina - Pare d'Ann

## Palmarès cinematogràfic
XVIII Premis Goya
| Categoria                  | Persona           | Resultat   |
| -------------------------- | ----------------- | ---------- |
| Millor pel·lícula          | Millor pel·lícula | Nominada   |
| Millor director            | Isabel Coixet     | Nominat    |
| Millor actriu protagonista | Sarah Polley      | Nominat    |
| Millor guió original       | Isabel Coixet     | Guanyadora |
| Millor cançó original      | Chop Suey         | Guanyadora |

Medalles del Cercle d'Escriptors Cinematogràfics
| Categoria                | Candidat       | Resultat   |
| ------------------------ | -------------- | ---------- |
| Millor guió adaptat      | Isabel Coixet  | Guanyadora |
| Millor actriu secundària | Leonor Watling | Guanyadora |

48a edició dels Premis Sant Jordi de CinematografiaMillor pel·lícual espanyola